# Калинин, Николай Александрович
Никола́й Алекса́ндрович Кали́нин (род. 14 марта 1957 года, д. Суганка, Пермской области, РСФСР) — российский географ, заведующий кафедрой метеорологии и охраны атмосферы Пермского университета (с 1989), доктор географических наук (1997), профессор (1998). Возглавляет научное направление «Мониторинг и прогнозирование состояния атмосферы» в ПГНИУ.

## Биография
В 1979 году окончил географический факультет Пермского университета по специальности «Метеорология». В 1983 году окончил аспирантуру Ленинградского гидрометеорологического института и стал кандидатом наук. (диссертация «Прогностическая модель асинхронных связей между полем приземной температуры воздуха и характеристиками общей циркуляции атмосферы»). В 1997 году получил степень доктора географических наук (диссертация «Энергетика циклонов умеренных широт»), в 1998 году присуждено звание профессора.
С 1979 по 1980 год и с 1984 года по 1986 год был инженером и ассистентом кафедры метеорологии Пермского университета, а с 1986 по 1989 год — старшим преподавателем.
С 1989 года по настоящее время является заведующим кафедрой метеорологии Пермского университета. С 2006 года участвует в проекте TEMPUS «Разработка международного стандарта по метеорологии» в качестве члена учебно-методического объединения по образованию в области гидрометеорологии (РГГМУ, г. Санкт-Петербург).
Н. А. Калинин — лидер[неизвестный термин] научного направления «Мониторинг и прогнозирование состояния атмосферы» в ПГНИУ. Кроме того, он:
- Заместитель председателя диссертационного совета Д 212.189.10 по защите кандидатских и докторских диссертаций, представляющий специальность 25.00.30 «метеорология, климатология, агрометеорология» при Пермском университете[4].
- Член диссертационного совета Д 212.081.20 по защите кандидатских и докторских диссертаций, представляющий специальность 25.00.30 «метеорология, климатология, агрометеорология» при Казанском университете
- Член учебно-методических объединений по образованию в области гидрометеорологии — РГГМУ и МГУ.

Заместитель председателя экспертного совета ВАК РФ по наукам о Земле (с 2015).
Автор более 150 научных статей, 5 монографий, 13 учебников и учебных пособий.

## Руководство научными проектами
- Грант Российского фонда фундаментальных исследований «Исследование изменчивости радиолокационных характеристик при трансформации конвективных облачных полей», (2004—2006).
- Грант Российского фонда фундаментальных исследований «Технология комплексной оценки фитомассы сельскохозяйственных культур по данным дистанционного зондирования» (2009).
- Проект федеральной программы Министерства образования и науки Российской Федерации «Моделирование мезомасштабных атмосферных процессов в оболочке открытой полнофункциональной геоинформационной системы ArcGIS на основе использования радиолокационной, аэрологической и наземной метеорологической информации» (2006—2008).
- Проект федеральной программы Министерства образования и науки Российской Федерации «Динамическая верификация гидродинамических моделей Etaи WRF на основе рассмотрения эволюции подвижных циклонов» (2009—2010).

## Научные труды
- Калинин Н. А. Энергетика циклонов умеренных широт. Пермь: Изд-во Перм. ун-та, 1999. 192 с.
- Калинин Н. А., Булгакова О. Ю. Проблемы среднесрочного прогнозирования температуры воздуха и их решение на региональном уровне / под общ. ред. Н. А. Калинина; Перм. ун-т. Пермь, 2005. 180 c.
- Калинин Н. А., Смирнова А. А. Исследование радиолокационных характеристик для распознавания опасных явлений погоды, связанных с кучево-дождевой облачностью // Метеорология и гидрология. 2005. № 1. С. 84-95.
- Калинин Н. А., Ермакова Л. Н., Аликина И. Я. Особенности формирования высокой температуры воздуха в сентябре — октябре 2003 г. на Среднем и Южном Урале // Там же. 2005. № 5. С. 82-89.
- Калинин Н. А., Свиязов Е. М. Трансформация кинетической энергии в циклонах умеренных широт / Перм. ун-т. Пермь, 2008. 116 с.
- Калинин Н. А. Динамическая метеорология: учебник. 2-е изд., испр. / Перм. унт; РГГМУ. СПб.; Пермь. Перм. кн. изд-во 2009. 256 с.
- Калинин Н. А., Смирнова А. А., Ветров А. Л. Мезомасштабный анализ и сверхкраткосрочный прогноз погоды // Учен. зап. Казан. ун-та. Сер. Естеств. науки. 2009. Т. 151, кн. 4. С. 209—216.
- Kalinin. N. A., Vetrov A. L. Explosive cyclogenesis and hazard events. 27th Nordic Meteorologist Meeting. Finnish Meteorological Institute. Helsinki, 2010. P. 60.